# Resolució 1513 del Consell de Seguretat de les Nacions Unides
La Resolució 1513 del Consell de Seguretat de les Nacions Unides, adoptada per unanimitat el 28 d'octubre de 2003 després de reafirmar totes les resolucions anteriors del Sàhara Occidental, en particular la Resolució 1495 (2003) el consell va ampliar el mandat de la Missió de Nacions Unides pel Referèndum al Sàhara Occidental (MINURSO) per dos mesos fins al 31 de gener de 2004.
La decisió d'ampliar el mandat de la MINURSO va ser presa després d'una petició de Marroc per considerar encara més el Pla Baker proposat per James Baker III, relatiu a l'autodeterminació del territori; el Front Polisario va acceptar el pla el 6 de juliol de 2003. Es va demanar al Secretari General Kofi Annan que informés sobre la situació al final del mandat de la MINURSO.